# Mashonaland

Mashonoland

Il Mashonaland è una regione nello Zimbabwe nord-occidentale, qui vive la maggior parte della popolazione, di 
cui la gran parte sono di etnia shona e i dialetti principali sono lo Zezuru e il Korekore.
La città più importante è Harare (che è una provincia assestante) seguita da(Provincia di Harare). Si articola in quattro province:
- Provincia del Mashonaland Occidentale;
- Provincia del Mashonaland Centrale;
- Provincia del Mashonaland Orientale;
- Provincia di Harare.

## Demografia
La popolazione ammonta a circa 7,4 milioni di persone circa il 50% della popolazione Zimbabwese, di cui 2,4 milioni abitano ad Harare.
La crescita di demografica è più alta rispetto alle provincie meridionali.
La lingua più parlata è lo Shona e i suoi 2 dialetti : Zezuru e Korekore.
| Provincia                             | Popolazione (censimento 2022) |
| ------------------------------------- | ----------------------------- |
| Provincia del Mashonaland Occidentale | 1,893,584                     |
| Provincia del Mashonaland Centrale    | 1,384,891                     |
| Provincia del Mashonaland Orientale   | 1,731,173                     |
| Provincia di Harare                   | 2,427,231                     |
| Totale                                | 7,436,879                     |

## Economia
L'economia della regione si basa soprattutto sulle attività minerarie, agricoltura e servizi grazie alle sue miniere (come quelle di Bindura, nel Mashonaland Centrale), terre fertili e beni culturali e contribuisce al 50% del PIL Nazionale.
La gran parte della popolazione del Mashonaland lavora nel settore primario e guadagna principalmente grazie ai prodotti dell'agricoltura